# Districte de Tièrn
El Districte de Tièrn és un dels 5 districtes del departament francès del Puèi Domat, a la regió d'Alvèrnia-Roine-Alps. Té 6 cantons i 43 municipis. El cap del districte és la sotsprefectura de Tièrn.

## Cantons
cantó de Casteldon - cantó de Corpièra - cantó de Lesós - cantó de Maringas - cantó de Sant Romièg sus Duròla - cantó de Tièrn